# Bataille de la Martinique (1780)
Cet article concerne la deuxième bataille de la Martinique. Pour le combat de 1779, voir Combat de la Martinique (1779).
Guerre d'indépendance des États-Unis
Batailles
La bataille de la Martinique, également appelé combat de la Dominique, est une bataille navale qui eut lieu le 17 avril 1780 pendant la guerre d'indépendance des États-Unis au large de la Martinique dans les Indes occidentales entre la Royal Navy britannique et la Marine royale française.

## Contexte

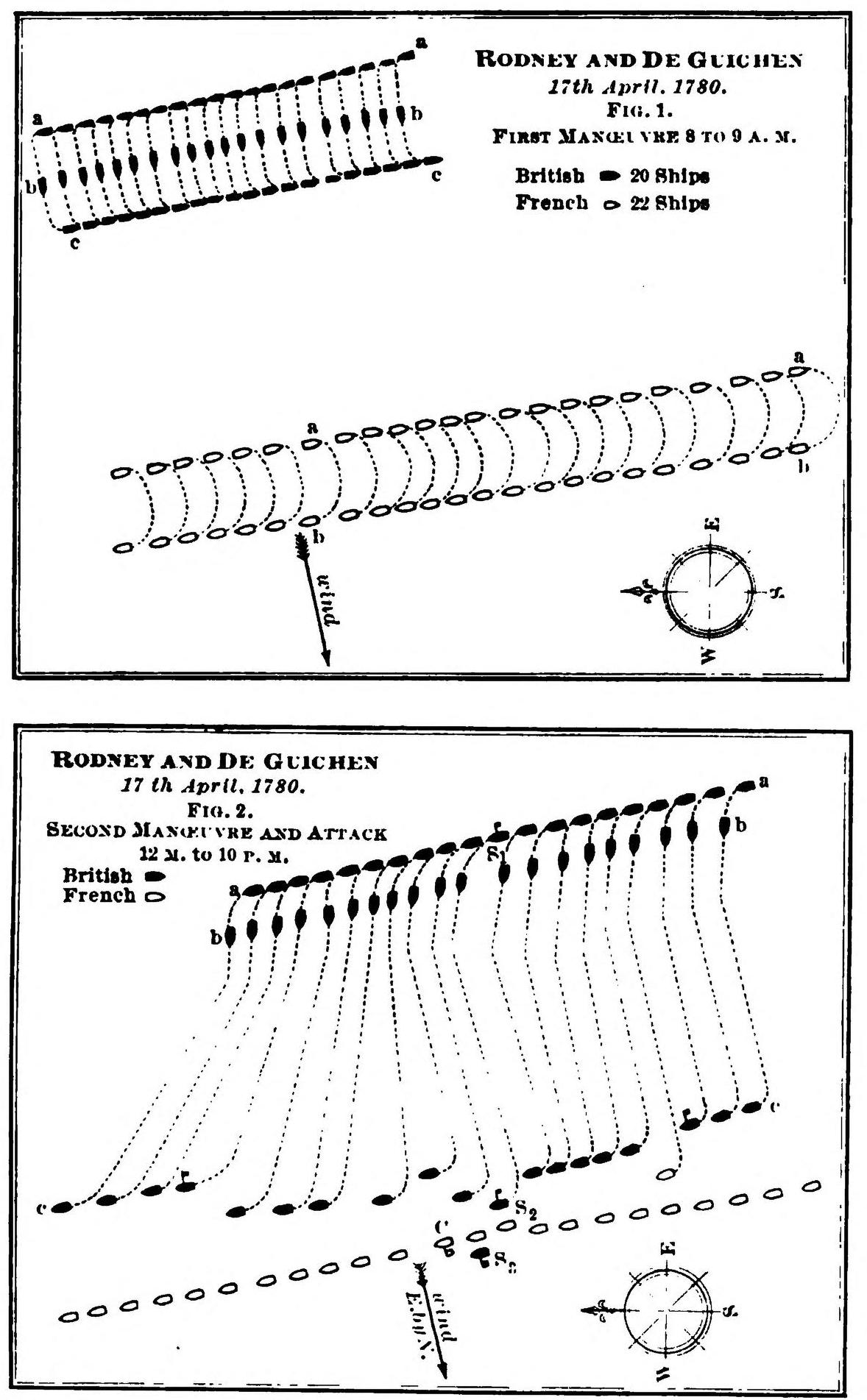
Les différentes phases de la bataille de la Dominique, le 17 avril 1780.

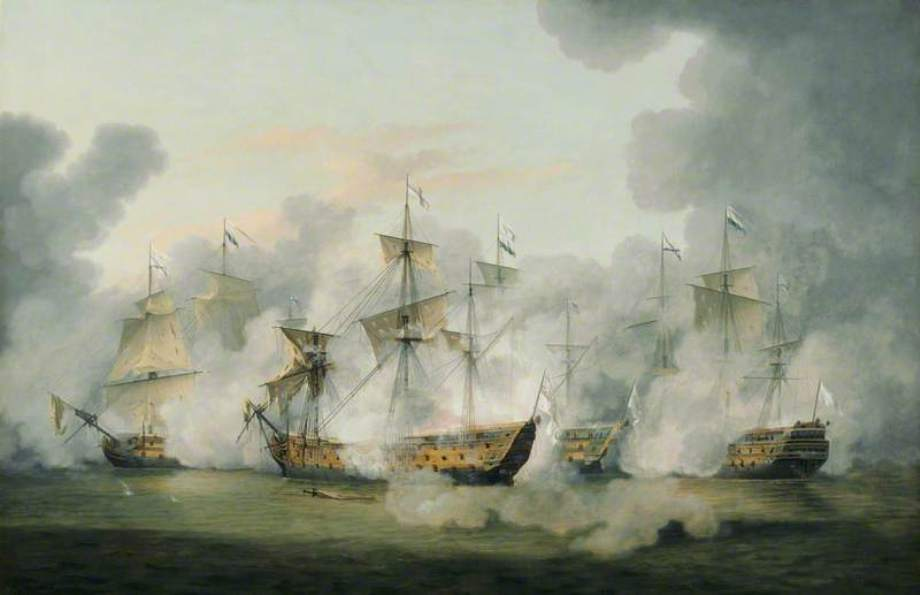
Vue centrale de la bataille avec le navire amiral anglais en difficulté.

Le 3 février 1780, le comte de Guichen est envoyé comme lieutenant général des armées navales, avec une escadre forte de seize vaisseaux de ligne et de quatre frégates, une flûte, trois cotres et un lougre escortant aux Indes occidentales (Antilles) un convoi de quatre-vingt-trois navires marchands et embarquant 4 000 hommes de troupe. Il arrive le 22 mars à la Martinique, dont il repart le 13 avril avec vingt-deux vaisseaux de ligne et cinq frégates ou cutters. Monsieur de Bouillé était embarqué sur l'escadre, avec 5 000 hommes de troupe, pour tenter une expédition sur quelques-unes des îles anglaises de la région : mais les renforts arrivés dans ces îles empêchent que cette expédition n'ait lieu.
Sur le point d'arriver à la Martinique, le 22 mars, il rencontre une division de sept vaisseaux et deux frégates commandée par le chef d'escadre comte de Grasse, qui, en compagnie de Monsieur de Bouillé, embarqué à son bord, allait tenter une nouvelle entreprise contre Sainte-Lucie. Cette division s'étant rangée sous les ordres de Guichen, l'armée fait escale à la Martinique pour y déposer ses malades, et le lendemain, elle fait voile pour Sainte-Lucie, où elle arrive le 24 mars. Mais le gouverneur anglais en avait fortifié les abords, et l'amiral Hyde Parker venait de s'embosser, d'une manière inexpugnable, au Gros Islet, avec seize vaisseaux. Guichen, après avoir reconnu l'île et l'escadre, doit donc revenir mouiller, le 27 mars, à la Martinique. Là, il apprend l'arrivée à Sainte-Lucie de l'amiral Rodney.

## La bataille
Guichen voulait, tout en protégeant le convoi qu'il allait faire appareiller pour Saint-Domingue, attirer Rodney au combat, le battre, puis conquérir, avec les troupes qu'il avait à bord de ses vaisseaux, Sainte-Lucie, ou toute autre possession anglaise importante. En conséquence, le 12 avril, il fait sortir le convoi de Fort-Royal, sous l'escorte du vaisseau Le Fier et de la frégate La Boudeuse, et il appareille le lendemain, avec vingt-deux vaisseaux, pour remonter au vent de la Martinique, en passant par le canal de la Dominique. Les courants contrariant la flotte française, une partie seulement de ses vaisseaux avaient doublé le passage, lorsque, dans la matinée du 16 avril, le comte de Kersaint, commandant L’Iphigénie, placée à l'arrière-garde, signale l'armée anglaise, forte de vingt-deux vaisseaux, dont deux trois-ponts. Les commandants des deux armées manœuvrent toute la journée pour s'assurer le vent.
Le lendemain, le 17 avril, la matinée est passée de part et d'autre en évolutions. À 8 h 45, la flotte anglaise parvient à se regrouper en formation serrée derrière Guichen. Pour écarter ce danger venant de l'arrière, Guichen ordonne à sa ligne de bataille d'empanner et de mettre la voile au nord, étirant ainsi la ligne de bataille. Cette décision contraint Rodney à une nouvelle série de manœuvres afin de se remettre en position, ce qu'il ne parvient à faire qu'en fin de matinée. À ce moment-là, l'amiral anglais espère pouvoir engager le combat avec le corps et l'arrière-garde de Guichen, concentrant ses forces pour infliger le maximum de dégâts avant que Guichen puisse rassembler ses forces et les lancer dans le combat.
Rodney envoie un signal demandant à chaque vaisseau anglais d'attaquer le vaisseau français qui lui correspondait dans la disposition des deux flottes. En envoyant ce signal, il pense alors que ses capitaines l'exécuteraient conformément aux instructions qu'il avait données plus tôt dans la journée, à savoir que l'arrière-garde française était la cible prioritaire de l'attaque. Conformément à ces instructions, la flotte anglaise se décide, vers 11 heures, à attaquer les Français, placés en ordre de bataille, chaque vaisseau anglais se porte sur le vaisseau français qui lui correspondait.
Cependant, Robert Carkett, le capitaine du HMS Stirling Castle, qui conduisait la ligne, soit mésinterpréta le signal soit il avait oublié les ordres précédents, et il s'avance pour engager le combat avec le centre de Guichen ; suivi par le reste de la flotte de Rodney, et les deux lignes commencent un combat vaisseau à vaisseau.
À 13 heures, le combat devient général. Les deux avant-gardes, et une partie du corps de bataille, se canonnent vivement. Guichen comptait sur le fait que Rodney l'attaque en personne; mais ce dernier se place à l'arrière de la Couronne, le vaisseau amiral français, dans le but de couper la ligne française, en profitant du vide que laisse au corps de bataille le vaisseau L'Actionnaire, mauvais marcheur, qui était tombé sous le vent. Rodney gouvernait à occuper le poste de L'Actionnaire, lorsque le Destin, 50 canons, commandé par le capitaine du Maitz de Goimpy, déploie ses voiles, et, se plaçant à demi-portée de pistolet par le travers du Sandwich, vaisseau amiral anglais, ouvre sur lui un feu terrible qui l'arrête. Guichen ordonne aussitôt de virer vent arrière tout à la fois. Isolé de ses vaisseaux et attaqué successivement par les vaisseaux le Vengeur, le Destin et le Palmier, le HMS Sandwich est gravement endommagé, à tel point qu'il part à la dérive vers la ligne française et menace de couler bas. Rodney doit quitter précipitamment son vaisseau et s'estime heureux de pouvoir rejoindre son armée en abandonnant le champ de bataille.
Cependant, l'issue de la bataille est indécise. Deux facteurs lui permirent d'échapper à la défaite : d'une part les défauts d'exécution par les capitaines de Rodney ; d'autre part, sa propre habileté et celle de ses seconds, notamment le comte de Grasse-Tilly, qui, face à un adversaire redoutable, surent conserver l'avantage du vent et resserrer la ligne de bataille.

## Conséquences
Pour Rodney, l'incapacité de ses capitaines à attaquer, comme il le leur avait demandé, l'arrière-garde de Guichen, lui aura fait manquer l'occasion de remporter une victoire significative, il en rejeta la responsabilité sur Carkett et plusieurs autres capitaines qui ne suivirent pas ses signaux. D'autres rendent Rodney responsable de cet échec, pour avoir manqué d'informer à l'avance ces capitaines de la tactique qu'il comptait employer.
Du côté français, cette attaque — et les dégâts qu'elle a causés à la flotte — met un terme aux objectifs du marquis de Bouillé d'attaquer de prendre la Jamaïque, ou une base anglaise de moindre importance.
Les deux flottes se rencontrent encore deux fois, toujours de façon indécise, même si les Anglais perdent un vaisseau dans ces combats. Guichen rentre en France avant la saison des ouragans avec ses vaisseaux endommagés (août) et en escortant un gros convoi marchand. Rodney met les voiles en direction de New York.

## Ordre de bataille
Note : La liste des vaisseaux britanniques est incomplète
| - Escadre blanche et bleue (avant-garde) - Le Destin, 74 canons, capitaine du Maitz - Le Vengeur (en), 64, capitaine du Croiset de Retz - Le Saint-Michel, 60, capitaine d'Aymard - Le Pluton, 74, capitaine de La Marthonie - Le Triomphant, 74, chef d'escadre de Sade, capitaine de Gras-Préville - Le Souverain, 74, capitaine de Glandevès - Le Solitaire, 64, capitaine de Cicé - Le Citoyen, 74, capitaine de Nieul - Escadre Blanche (corps de bataille) - Le Caton, 64, capitaine de Framond - Le Victoire, 74, capitaine d'Albert de Saint-Hyppolite - Le Fendant, 74, chef d'escadre de Vaudreuil - La Couronne, 80 canons, Lieutenant général de Guichen, capitaine de Buor - Le Palmier, 74, chef d'escadre de Monteil, capitaine Kéroulas de Cohars - L'Indien, 64, capitaine de Balleroy - L'Actionnaire, 64, capitaine de L'Archantel - Escadre bleue (arrière-garde) - L'Intrépide, 74, capitaine du Plessis-Parscau - Le Triton, 64, capitaine de Brun - Le Magnifique, 74, capitaine de Brach - Le Robuste, 74, chef d'escadre de Grasse - Le Sphinx, 64, capitaine de Soulanges - L'Artésien, 64, capitaine de Peynier - L'Hercule, 74, capitaine d'Amblimont - Frégates - L'Iphigénie, de Kersaint - La Courageuse, de La Rigaudière - La Médée, de Kergariou - La Résolue, - La Gentille, de La Villebrune - Corvettes - Le Cérès, de Framond (frère du capitaine de Framond) - Le Chasseur, de Saint-Georges - Le Lively, Le Ploumelec - Le Sans-Pareil, de Sercey - L'Aigle - Le Saint-Louis |  | - HMS Sandwich, 90 canons, George Rodney - HMS Alcide - HMS Intrepid - HMS Albion - HMS Magnificent - HMS Grafton - HMS Stirling Castle - HMS Ajax |

## Sources et bibliographie
En français:
- Carlo Botta, Histoire de la guerre de l'indépendance des États-Unis d'Amérique, vol. 4, Paris, J.G. Dentu, 1813
- Joseph Hennequin, Biographie maritime : ou, Notices historiques sur la vie et les campagnes des marins célèbres français et étrangers, vol. 3, Regnault, 1837 (lire en ligne)
- Jean-Claude Castex, Dictionnaire des batailles navales franco-anglaises sur Google Livres, p. 150-153
- Olivier Chaline (dir.), Philippe Bonnichon (dir.) et Charles-Philippe de Vergennes (dir.), Les marines de la Guerre d'Indépendance américaine (1763-1783) : L'instrument naval, t. 1, Paris, PUPS, 2013, 453 p. (ISBN 978-2-84050-890-8).
- Olivier Chaline (dir.), Philippe Bonnichon (dir.) et Charles-Philippe de Vergennes (dir.), Les marines de la Guerre d'Indépendance américaine (1763-1783) : L'opérationnel naval, t. 2, Paris, PUPS, 2018, 457 p. (ISBN 979-10-231-0585-8).

En anglais:
- (en) Cet article est partiellement ou en totalité issu de l’article de Wikipédia en anglais intitulé « Battle of Martinique (1780) » (voir la liste des auteurs).
- (en) Tony Jaques, Dictionary of Battles and Sieges : F-O, Westport, Greenwood Publishing Group, 2007, 1354 p. (ISBN 978-0-313-33538-9, présentation en ligne)
- (en) Jack Sweetman, The great admirals : command at sea, 1587-1945, Annapolis, Naval Institute Press, 1997, 535 p. (ISBN 978-0-87021-229-1)
- (en) Michael Palmer, Command at sea : naval command and control since the sixteenth century sur Google Livres